# Xã Earl, Quận Lancaster, Pennsylvania
Xã Earl (tiếng Anh: Earl Township) là một xã thuộc quận Lancaster, tiểu bang Pennsylvania, Hoa Kỳ. Năm 2010, dân số của xã này là 7.024 người.